# 0的0次方
0的0次方（英語：Zero to the power of zero），寫作{\displaystyle 0^{0}}，是極限的不定式之一，在排列組合以及群論中，常用的慣例是定義為1，在微積分中則通常沒有定義，因為極限{\displaystyle \lim _{(x,y)\to (0,0)}x^{y}}不存在。而在不同的程式語言中，{\displaystyle 0^{0}}的表達式也並不相同，如C++將{\displaystyle 0^{0}}定義為1。

## 離散指數
許多涉及自然數指數的常用公式中必須將{\displaystyle 0^{0}}定義為1；例如，下列三個關於{\displaystyle b^{0}}的解釋使b=0的意義與正整數b相同：
- 將{\displaystyle b^{0}}解釋為空乘積
- 將{\displaystyle b^{0}}組合解釋為b元素集合中元素 0 元組的數量；而集合中正好有一個0元組
- 將{\displaystyle b^{0}}的集合論解釋為從空集合到 b 元素集合的函數數量； 這樣的函數只有一個，就是空函數。

以上三種解釋均得出{\displaystyle b^{0}}=1。

## 定义的需求
微分式：{\displaystyle {\frac {d}{dx}}\left(x^{n}\right)=nx^{n-1}}在x=0，n=1的時候將無法作用，除非{\displaystyle 0^{0}=1}，另外，如果不定義{\displaystyle 0^{0}}，就無法處理二項式定理{\displaystyle (x+y)^{n}=\sum _{k=0}^{n}{n \choose k}x^{n-k}y^{k}}，因為{\displaystyle 0^{0}=(1-1)^{0}={\binom {0}{0}}1^{0}(-1)^{0}=1}。
在多項式函數中把常數項視為零次項，可將多項式函數化簡為

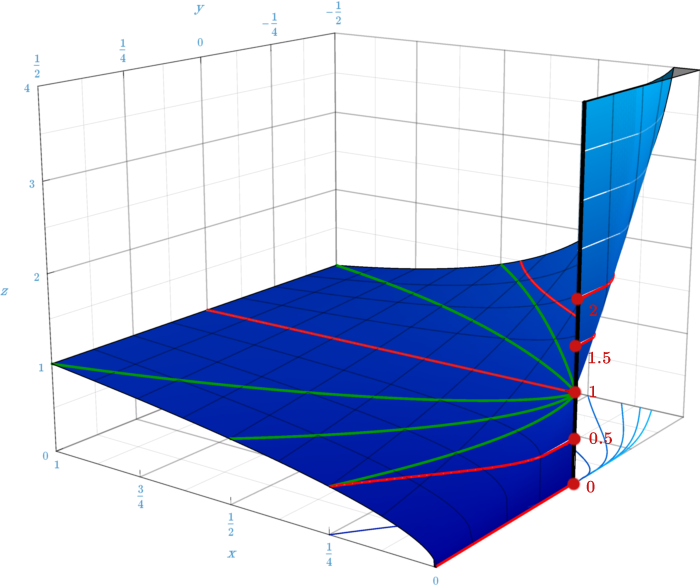

{\displaystyle f(x)=\sum _{k=0}^{n}c_{k}x^{k}}
則{\displaystyle f(0)=c_{0}0^{0}}
也必須用到{\displaystyle 0^{0}=1}